# Liga Mistrzyń w piłce siatkowej (2018/2019)
Liga Mistrzyń 2018/2019 (oficjalna nazwa 2019 CEV Volleyball Champions League - Women) – 19. sezon Ligi Mistrzyń rozgrywanej od 2000 roku, organizowanej przez Europejską Konfederację Piłki Siatkowej (CEV) w ramach europejskich pucharów dla żeńskich klubowych zespołów siatkarskich z Europy.

## Drużyny uczestniczące
- Minczanka Mińsk
- Marica Płowdiw
- HPK Hämeenlinna
- Béziers Volley
- RC Cannes
- Schweriner SC
- Chemik Police
- ŁKS Commercecon Łódź
- Dinamo Moskwa
- Dinamo Kazań
- Urałoczka Jekaterynburg
- CSM Bukareszt
- VakıfBank SK
- Eczacıbaşı Stambuł
- Fenerbahçe
- Imoco Volley Conegliano
- Igor Gorgonzola Novara
- Savino Del Bene Scandicci

Zakwalifikowane drużyny
- Allianz MTV Stuttgart
- Budowlani Łódź

## Rozgrywki

### Faza grupowa
awans do play-off

#### Grupa A
Tabela
| Lp. | Drużyna               | Mecze | Mecze   | Mecze   | Pkt | Sety | Sety | Sety   | Małe punkty | Małe punkty | Małe punkty |
| Lp. | Drużyna               | M     | W (3:2) | P (2:3) | Pkt | wyg. | prz. | ratio  | zdob.       | str.        | ratio       |
| --- | --------------------- | ----- | ------- | ------- | --- | ---- | ---- | ------ | ----------- | ----------- | ----------- |
| 1   | VakıfBank SK          | 6     | 6 (0)   | 0 (0)   | 18  | 18   | 1    | 18.000 | 471         | 342         | 1.377       |
| 2   | Allianz MTV Stuttgart | 6     | 4 (0)   | 2 (0)   | 12  | 13   | 8    | 1.625  | 479         | 447         | 1.072       |
| 3   | Marica Płowdiw        | 6     | 1 (0)   | 5 (0)   | 3   | 5    | 16   | 0.313  | 421         | 492         | 0.856       |
| 4   | Béziers Volley        | 6     | 1 (0)   | 5 (0)   | 3   | 4    | 15   | 0.267  | 354         | 444         | 0.797       |

Źródło: cev.lu (ang.)
Punktacja: 3:0 i 3:1 – 3 pkt; 3:2 – 2 pkt; 2:3 – 1 pkt; 1:3 i 0:3 – 0 pkt
Zasady ustalania kolejności: 1. liczba zwycięstw, 2. liczba punktów, 3. stosunek setów, 4. stosunek małych punktów, 5. bilans w bezpośrednich meczach
Wyniki
| Data       | Godz. | Drużyna 1             | Wynik | Drużyna 2             | 1     | 2     | 3     | 4     | 5 | Widzów | *  |
| ---------- | ----- | --------------------- | ----- | --------------------- | ----- | ----- | ----- | ----- | - | ------ | -- |
| 20.11.2018 | 20:00 | Béziers Volley        | 3:0   | Marica Płowdiw        | 25:17 | 25:12 | 25:20 |       |   | 600    | 1  |
| 22.11.2018 | 19:00 | VakıfBank SK          | 3:1   | Allianz MTV Stuttgart | 25:13 | 20:25 | 25:19 | 25:17 |   | 1100   | 2  |
| 19.12.2018 | 19:00 | Allianz MTV Stuttgart | 3:0   | Béziers Volley        | 25:16 | 25:16 | 25:20 |       |   | 1687   | 3  |
| 20.12.2018 | 18:00 | Marica Płowdiw        | 0:3   | VakıfBank SK          | 16:25 | 16:25 | 21:25 |       |   | 2250   | 4  |
| 23.01.2019 | 19:00 | Allianz MTV Stuttgart | 3:1   | Marica Płowdiw        | 25:15 | 25:21 | 23:25 | 25:19 |   | 1492   | 5  |
| 23.01.2019 | 20:00 | Béziers Volley        | 0:3   | VakıfBank SK          | 24:26 | 19:25 | 14:25 |       |   | 2400   | 6  |
| 06.02.2019 | 18:00 | VakıfBank SK          | 3:0   | Marica Płowdiw        | 25:19 | 25:17 | 25:19 |       |   | 940    | 7  |
| 06.02.2019 | 20:00 | Béziers Volley        | 0:3   | Allianz MTV Stuttgart | 19:25 | 20:25 | 16:25 |       |   | 985    | 8  |
| 20.02.2019 | 18:00 | Marica Płowdiw        | 3:1   | Béziers Volley        | 25:15 | 19:25 | 25:15 | 25:16 |   | 2050   | 9  |
| 20.02.2019 | 19:00 | Allianz MTV Stuttgart | 0:3   | VakıfBank SK          | 23:25 | 18:25 | 18:25 |       |   | 2251   | 10 |
| 26.02.2019 | 19:00 | VakıfBank SK          | 3:0   | Béziers Volley        | 25:10 | 25:18 | 25:16 |       |   | 1147   | 11 |
| 26.02.2019 | 20:00 | Marica Płowdiw        | 1:3   | Allianz MTV Stuttgart | 24:26 | 19:25 | 25:22 | 22:25 |   | 2220   | 12 |

#### Grupa B
Tabela
| Lp. | Drużyna                 | Mecze | Mecze   | Mecze   | Pkt | Sety | Sety | Sety  | Małe punkty | Małe punkty | Małe punkty |
| Lp. | Drużyna                 | M     | W (3:2) | P (2:3) | Pkt | wyg. | prz. | ratio | zdob.       | str.        | ratio       |
| --- | ----------------------- | ----- | ------- | ------- | --- | ---- | ---- | ----- | ----------- | ----------- | ----------- |
| 1   | Eczacıbaşı Stambuł      | 6     | 6 (1)   | 0 (0)   | 17  | 18   | 3    | 6.000 | 503         | 380         | 1.324       |
| 2   | Dinamo Kazań            | 6     | 3 (0)   | 3 (1)   | 10  | 12   | 9    | 1.333 | 456         | 426         | 1.070       |
| 3   | Urałoczka Jekaterynburg | 6     | 3 (2)   | 3 (1)   | 8   | 11   | 13   | 0.846 | 497         | 503         | 0.988       |
| 4   | HPK Hämeenlinna         | 6     | 0 (0)   | 6 (1)   | 1   | 2    | 18   | 0.111 | 333         | 480         | 0.694       |

Źródło: cev.lu (ang.)
Punktacja: 3:0 i 3:1 – 3 pkt; 3:2 – 2 pkt; 2:3 – 1 pkt; 1:3 i 0:3 – 0 pkt
Zasady ustalania kolejności: 1. liczba zwycięstw, 2. liczba punktów, 3. stosunek setów, 4. stosunek małych punktów, 5. bilans w bezpośrednich meczach
Wyniki
| Data       | Godz. | Drużyna 1               | Wynik | Drużyna 2               | 1     | 2     | 3     | 4     | 5    | Widzów | *  |
| ---------- | ----- | ----------------------- | ----- | ----------------------- | ----- | ----- | ----- | ----- | ---- | ------ | -- |
| 20.11.2018 | 19:00 | Dinamo Kazań            | 3:0   | HPK Hämeenlinna         | 25:12 | 25:13 | 25:10 |       |      | 1500   | 13 |
| 21.11.2018 | 19:30 | Eczacıbaşı Stambuł      | 3:0   | Urałoczka Jekaterynburg | 25:16 | 25:17 | 25:21 |       |      | 1250   | 14 |
| 18.12.2018 | 19:00 | Urałoczka Jekaterynburg | 3:2   | Dinamo Kazań            | 23:25 | 17:25 | 25:17 | 26:24 | 15:5 | 1700   | 15 |
| 19.12.2018 | 20:00 | HPK Hämeenlinna         | 0:3   | Eczacıbaşı Stambuł      | 11:25 | 20:25 | 16:25 |       |      | 1457   | 16 |
| 22.01.2019 | 19:00 | Dinamo Kazań            | 1:3   | Eczacıbaşı Stambuł      | 16:25 | 16:25 | 25:22 | 22:25 |      | 1507   | 17 |
| 24.01.2019 | 19:00 | Urałoczka Jekaterynburg | 3:0   | HPK Hämeenlinna         | 25:19 | 25:21 | 25:15 |       |      | 1700   | 18 |
| 05.02.2019 | 17:30 | Eczacıbaşı Stambuł      | 3:0   | HPK Hämeenlinna         | 25:17 | 25:7  | 25:20 |       |      | 850    | 19 |
| 05.02.2019 | 19:00 | Dinamo Kazań            | 3:0   | Urałoczka Jekaterynburg | 25:19 | 25:17 | 25:21 |       |      | 1000   | 20 |
| 19.02.2018 | 18:30 | HPK Hämeenlinna         | 0:3   | Dinamo Kazań            | 19:25 | 18:25 | 19:25 |       |      | 987    | 21 |
| 20.02.2019 | 19:00 | Urałoczka Jekaterynburg | 2:3   | Eczacıbaşı Stambuł      | 20:25 | 22:25 | 25:19 | 25:22 | 8:15 | 4200   | 22 |
| 26.02.2019 | 17:00 | Eczacıbaşı Stambuł      | 3:0   | Dinamo Kazań            | 25:21 | 25:18 | 25:17 |       |      | 1600   | 23 |
| 26.02.2019 | 18:30 | HPK Hämeenlinna         | 2:3   | Urałoczka Jekaterynburg | 25:19 | 25:21 | 21:25 | 20:25 | 5:15 | 867    | 24 |

#### Grupa C
Tabela
| Lp. | Drużyna                | Mecze | Mecze   | Mecze   | Pkt | Sety | Sety | Sety  | Małe punkty | Małe punkty | Małe punkty |
| Lp. | Drużyna                | M     | W (3:2) | P (2:3) | Pkt | wyg. | prz. | ratio | zdob.       | str.        | ratio       |
| --- | ---------------------- | ----- | ------- | ------- | --- | ---- | ---- | ----- | ----------- | ----------- | ----------- |
| 1   | Igor Gorgonzola Novara | 6     | 6 (0)   | 0 (0)   | 18  | 18   | 0    | MAX   | 459         | 323         | 1.421       |
| 2   | Budowlani Łódź         | 6     | 4 (1)   | 2 (0)   | 11  | 12   | 9    | 1.333 | 458         | 474         | 0.966       |
| 3   | RC Cannes              | 6     | 1 (0)   | 5 (1)   | 4   | 6    | 15   | 0.400 | 456         | 511         | 0.892       |
| 4   | Minczanka Mińsk        | 6     | 1 (0)   | 5 (0)   | 3   | 4    | 16   | 0.250 | 442         | 507         | 0.872       |

Źródło: cev.lu (ang.)
Punktacja: 3:0 i 3:1 – 3 pkt; 3:2 – 2 pkt; 2:3 – 1 pkt; 1:3 i 0:3 – 0 pkt
Zasady ustalania kolejności: 1. liczba zwycięstw, 2. liczba punktów, 3. stosunek setów, 4. stosunek małych punktów, 5. bilans w bezpośrednich meczach
Wyniki
| Data       | Godz. | Drużyna 1              | Wynik | Drużyna 2              | 1     | 2     | 3     | 4     | 5    | Widzów | *  |
| ---------- | ----- | ---------------------- | ----- | ---------------------- | ----- | ----- | ----- | ----- | ---- | ------ | -- |
| 21.11.2018 | 20:00 | RC Cannes              | 3:0   | Minczanka Mińsk        | 25:20 | 25:19 | 25:18 |       |      | 750    | 25 |
| 22.11.2018 | 20:30 | Igor Gorgonzola Novara | 3:0   | Budowlani Łódź         | 25:19 | 25:19 | 25:20 |       |      | 1710   | 26 |
| 19.12.2018 | 20:00 | Minczanka Mińsk        | 0:3   | Igor Gorgonzola Novara | 19:25 | 32:34 | 16:25 |       |      | 1200   | 27 |
| 20.12.2018 | 18:00 | Budowlani Łódź         | 3:0   | RC Cannes              | 25:23 | 25:23 | 30:28 |       |      | 1400   | 28 |
| 22.01.2019 | 19:30 | RC Cannes              | 0:3   | Igor Gorgonzola Novara | 15:25 | 17:25 | 19:25 |       |      | 823    | 29 |
| 23.01.2019 | 20:00 | Budowlani Łódź         | 3:0   | Minczanka Mińsk        | 25:22 | 25:21 | 26:24 |       |      | 1050   | 30 |
| 05.02.2019 | 20:30 | RC Cannes              | 2:3   | Budowlani Łódź         | 25:18 | 23:25 | 25:22 | 18:25 | 8:15 | 832    | 31 |
| 07.02.2019 | 20:30 | Igor Gorgonzola Novara | 3:0   | Minczanka Mińsk        | 25:16 | 25:13 | 25:19 |       |      | 1520   | 32 |
| 19.02.2019 | 18:00 | Budowlani Łódź         | 0:3   | Igor Gorgonzola Novara | 19:25 | 16:25 | 11:25 |       |      | 2150   | 33 |
| 21.02.2019 | 19:00 | Minczanka Mińsk        | 3:1   | RC Cannes              | 44:46 | 25:21 | 25:19 | 25:18 |      | 1200   | 34 |
| 26.02.2019 | 20:00 | Minczanka Mińsk        | 1:3   | Budowlani Łódź         | 19:25 | 19:25 | 25:18 | 21:25 |      | 1000   | 35 |
| 26.02.2019 | 20:30 | Igor Gorgonzola Novara | 3:0   | RC Cannes              | 25:20 | 25:18 | 25:15 |       |      | 1820   | 36 |

#### Grupa D
Tabela
| Lp. | Drużyna                   | Mecze | Mecze   | Mecze   | Pkt | Sety | Sety | Sety  | Małe punkty | Małe punkty | Małe punkty |
| Lp. | Drużyna                   | M     | W (3:2) | P (2:3) | Pkt | wyg. | prz. | ratio | zdob.       | str.        | ratio       |
| --- | ------------------------- | ----- | ------- | ------- | --- | ---- | ---- | ----- | ----------- | ----------- | ----------- |
| 1   | Savino Del Bene Scandicci | 6     | 4 (1)   | 2 (1)   | 12  | 15   | 8    | 1.875 | 506         | 482         | 1.050       |
| 2   | Imoco Volley Conegliano   | 6     | 4 (2)   | 2 (1)   | 11  | 14   | 10   | 1.400 | 553         | 465         | 1.189       |
| 3   | Schweriner SC             | 6     | 3 (0)   | 3 (1)   | 10  | 12   | 11   | 1.091 | 513         | 519         | 0.988       |
| 4   | ŁKS Commercecon Łódź      | 6     | 1 (0)   | 5 (0)   | 3   | 4    | 16   | 0.250 | 375         | 481         | 0.780       |

Źródło: cev.lu (ang.)
Punktacja: 3:0 i 3:1 – 3 pkt; 3:2 – 2 pkt; 2:3 – 1 pkt; 1:3 i 0:3 – 0 pkt
Zasady ustalania kolejności: 1. liczba zwycięstw, 2. liczba punktów, 3. stosunek setów, 4. stosunek małych punktów, 5. bilans w bezpośrednich meczach
Wyniki
| Data       | Godz. | Drużyna 1                 | Wynik | Drużyna 2                 | 1     | 2     | 3     | 4     | 5     | Widzów | *  |
| ---------- | ----- | ------------------------- | ----- | ------------------------- | ----- | ----- | ----- | ----- | ----- | ------ | -- |
| 20.11.2018 | 20:30 | ŁKS Commercecon Łódź      | 3:1   | Schweriner SC             | 25:18 | 25:23 | 14:25 | 25:17 |       | 2600   | 37 |
| 21.11.2018 | 20:30 | Imoco Volley Conegliano   | 3:2   | Savino Del Bene Scandicci | 25:21 | 24:26 | 25:12 | 23:25 | 15:10 | 3031   | 38 |
| 18.12.2018 | 19:00 | Schweriner SC             | 3:0   | Imoco Volley Conegliano   | 36:34 | 25:19 | 25:22 |       |       | 2000   | 39 |
| 20.12.2018 | 20:30 | Savino Del Bene Scandicci | 3:0   | ŁKS Commercecon Łódź      | 25:10 | 25:23 | 25:23 |       |       | 1500   | 40 |
| 22.01.2019 | 18:00 | ŁKS Commercecon Łódź      | 0:3   | Imoco Volley Conegliano   | 20:25 | 15:25 | 17:25 |       |       | 3000   | 41 |
| 23.01.2019 | 20:30 | Savino Del Bene Scandicci | 3:0   | Schweriner SC             | 25:16 | 28:26 | 25:17 |       |       | 1600   | 42 |
| 05.02.2019 | 18:00 | ŁKS Commercecon Łódź      | 0:3   | Savino Del Bene Scandicci | 21:25 | 22:25 | 17:25 |       |       | 2000   | 43 |
| 06.02.2019 | 20:30 | Imoco Volley Conegliano   | 3:2   | Schweriner SC             | 23:25 | 24:26 | 25:19 | 25:19 | 15:7  | 3231   | 44 |
| 19.02.2019 | 19:30 | Schweriner SC             | 3:1   | ŁKS Commercecon Łódź      | 23:25 | 25:21 | 25:18 | 25:17 |       | 1815   | 45 |
| 20.02.2019 | 20:30 | Savino Del Bene Scandicci | 3:2   | Imoco Volley Conegliano   | 15:25 | 25:22 | 25:23 | 20:25 | 15:9  | 1500   | 46 |
| 26.02.2019 | 19:00 | Schweriner SC             | 3:1   | Savino Del Bene Scandicci | 16:25 | 25:23 | 25:23 | 25:13 |       | 1798   | 47 |
| 26.02.2019 | 20:30 | Imoco Volley Conegliano   | 3:0   | ŁKS Commercecon Łódź      | 25:10 | 25:12 | 25:15 |       |       | 3030   | 48 |

#### Grupa E
Tabela
| Lp. | Drużyna       | Mecze | Mecze   | Mecze   | Pkt | Sety | Sety | Sety  | Małe punkty | Małe punkty | Małe punkty |
| Lp. | Drużyna       | M     | W (3:2) | P (2:3) | Pkt | wyg. | prz. | ratio | zdob.       | str.        | ratio       |
| --- | ------------- | ----- | ------- | ------- | --- | ---- | ---- | ----- | ----------- | ----------- | ----------- |
| 1   | Fenerbahçe    | 6     | 5 (0)   | 1 (1)   | 16  | 17   | 5    | 3.400 | 515         | 422         | 1.220       |
| 2   | Dinamo Moskwa | 6     | 5 (2)   | 1 (0)   | 13  | 16   | 9    | 1.778 | 554         | 521         | 1.063       |
| 3   | CSM Bukareszt | 6     | 1 (0)   | 5 (1)   | 4   | 7    | 16   | 0.438 | 474         | 523         | 0.906       |
| 4   | Chemik Police | 6     | 1 (1)   | 5 (1)   | 3   | 7    | 17   | 0.412 | 464         | 541         | 0.858       |

Źródło: cev.lu (ang.)
Punktacja: 3:0 i 3:1 – 3 pkt; 3:2 – 2 pkt; 2:3 – 1 pkt; 1:3 i 0:3 – 0 pkt
Zasady ustalania kolejności: 1. liczba zwycięstw, 2. liczba punktów, 3. stosunek setów, 4. stosunek małych punktów, 5. bilans w bezpośrednich meczach
Wyniki
| Data       | Godz. | Drużyna 1     | Wynik | Drużyna 2     | 1     | 2     | 3     | 4     | 5     | Widzów | *  |
| ---------- | ----- | ------------- | ----- | ------------- | ----- | ----- | ----- | ----- | ----- | ------ | -- |
| 21.11.2018 | 19:00 | Dinamo Moskwa | 1:3   | Fenerbahçe    | 17:25 | 25:17 | 18:25 | 11:25 |       | 1600   | 49 |
| 22.11.2018 | 18:00 | Chemik Police | 1:3   | CSM Bukareszt | 19:25 | 16:25 | 25:16 | 22:25 |       | 2800   | 50 |
| 19.12.2018 | 18:30 | Fenerbahçe    | 3:0   | Chemik Police | 25:12 | 25:16 | 25:22 |       |       | 1070   | 51 |
| 20.12.2018 | 19:30 | CSM Bukareszt | 0:3   | Dinamo Moskwa | 21:25 | 27:29 | 27:29 |       |       | 3500   | 52 |
| 23.01.2019 | 18:30 | Fenerbahçe    | 3:0   | CSM Bukareszt | 25:18 | 25:19 | 25:22 |       |       | 735    | 53 |
| 24.01.2019 | 18:00 | Chemik Police | 2:3   | Dinamo Moskwa | 25:16 | 16:25 | 21:25 | 25:19 | 5:15  | 3855   | 54 |
| 06.02.2019 | 19:00 | Dinamo Moskwa | 3:1   | CSM Bukareszt | 25:18 | 25:20 | 14:25 | 25:15 |       | 1400   | 55 |
| 06.02.2019 | 18:00 | Chemik Police | 0:3   | Fenerbahçe    | 24:26 | 20:25 | 15:25 |       |       | 3878   | 56 |
| 20.02.2019 | 19:00 | Fenerbahçe    | 2:3   | Dinamo Moskwa | 25:23 | 12:25 | 25:23 | 24:26 | 15:17 | 2400   | 57 |
| 20.02.2019 | 19:30 | CSM Bukareszt | 2:3   | Chemik Police | 25:17 | 23:25 | 25:16 | 21:25 | 8:15  | 1240   | 58 |
| 26.02.2019 | 19:00 | Dinamo Moskwa | 3:1   | Chemik Police | 25:20 | 25:17 | 22:25 | 25:21 |       | 1500   | 59 |
| 26.02.2019 | 20:00 | CSM Bukareszt | 1:3   | Fenerbahçe    | 11:25 | 25:21 | 19:25 | 14:25 |       | 1750   | 60 |

### Play-off

#### Ćwierćfinały
| Data               | Godz. | Drużyna 1                 | Wynik | Drużyna 2              | 1     | 2     | 3     | 4     | 5     | Widzów | *  |
| ------------------ | ----- | ------------------------- | ----- | ---------------------- | ----- | ----- | ----- | ----- | ----- | ------ | -- |
| 12.03.2019         | 19:00 | Allianz MTV Stuttgart     | 1:3   | Igor Gorgonzola Novara | 19:25 | 24:26 | 25:19 | 20:25 |       | 1774   | 61 |
| 21.03.2019         | 20:30 | Allianz MTV Stuttgart     | 2:3   | Igor Gorgonzola Novara | 14:25 | 22:25 | 25:16 | 25:18 | 14:16 | 1850   | 62 |
| 13.03.2019         | 19:00 | Dinamo Moskwa             | 3:2   | VakıfBank SK           | 20:25 | 25:23 | 25:23 | 21:25 | 15:13 | 1600   | 63 |
| 20.03.2019         | 19:00 | Dinamo Moskwa             | 0:3   | VakıfBank SK           | 19:25 | 16:25 | 8:25  |       |       | 1453   | 64 |
| 13.03.2019         | 18:30 | Savino Del Bene Scandicci | 1:3   | Fenerbahçe             | 19:25 | 25:23 | 19:25 | 21:25 |       | 1400   | 65 |
| 19.03.2019         | 20:00 | Savino Del Bene Scandicci | 2:3   | Fenerbahçe             | 25:19 | 28:26 | 22:25 | 17:25 | 8:15  | 3450   | 66 |
| 13.03.2019         | 20:30 | Imoco Volley Conegliano   | 0:3   | Eczacıbaşı Stambuł     | 21:25 | 25:27 | 22:25 |       |       | 4103   | 67 |
| 19.03.2019         | 17:00 | Imoco Volley Conegliano   | 3:11  | Eczacıbaşı Stambuł     | 25:21 | 25:23 | 21:25 | 25:21 |       | 2350   | 68 |
| 1 złoty set: 15:10 |       |                           |       |                        |       |       |       |       |       |        |    |

#### Półfinały
| Data               | Godz. | Drużyna 1               | Wynik | Drużyna 2              | 1     | 2     | 3     | 4     | 5 | Widzów | *  |
| ------------------ | ----- | ----------------------- | ----- | ---------------------- | ----- | ----- | ----- | ----- | - | ------ | -- |
| 04.04.2019         | 19:00 | VakıfBank SK            | 0:3   | Igor Gorgonzola Novara | 17:25 | 25:27 | 15:25 |       |   | 1995   | 69 |
| 10.04.2019         | 20:30 | VakıfBank SK            | 3:11  | Igor Gorgonzola Novara | 25:23 | 25:20 | 15:25 | 25:21 |   | 3300   | 70 |
| 02.04.2019         | 20:30 | Imoco Volley Conegliano | 3:0   | Fenerbahçe             | 25:21 | 25:23 | 26:24 |       |   | 5230   | 71 |
| 09.04.2019         | 19:00 | Imoco Volley Conegliano | 3:0   | Fenerbahçe             | 25:18 | 25:22 | 28:26 |       |   | 1300   | 72 |
| 1 złoty set: 14:16 |       |                         |       |                        |       |       |       |       |   |        |    |

#### Finał
| Data       | Godz. | Drużyna 1              | Wynik | Drużyna 2               | 1     | 2     | 3     | 4     | 5 | Widzów | *  |
| ---------- | ----- | ---------------------- | ----- | ----------------------- | ----- | ----- | ----- | ----- | - | ------ | -- |
| 18.05.2019 | 16:00 | Igor Gorgonzola Novara | 3:1   | Imoco Volley Conegliano | 25:18 | 25:17 | 14:25 | 25:22 |   | 9200   | 73 |

#### Nagrody indywidualne
| Najlepsza zawodniczka (MVP)        |
| ---------------------------------- |
| Paola Egonu Igor Gorgonzola Novara |